# Dinpur
Dinpur (Urdu دین پور) ist ein Dorf in Pakistan. Es ist ebenso ein Union Council im Distrikt Dera Ismail Khan der pakistanischen Provinz Khyber Pakhtunkhwa. Es befindet sich südöstlich der Distrikthauptstadt Dera Ismail Khan und liegt auf einer Höhe von etwa 160 Metern über dem Meeresspiegel.

## Beschreibung
Dinpur ist Teil des Tehsils Dera Ismail Khan und fungiert als Union Council unter der Verwaltung der Provinzregierung. Bei der Volkszählung von 2017 hatte der Ort 3124 Einwohner. Als Bauabschnitt Dinpur–Shorkot ist Dinpur Teil von Chinas Neuer Seidenstraße.
Die Mehrheit der Bevölkerung lebt von der Landwirtschaft. Die Region verfügt über fruchtbare Ebenen und Bewässerungssysteme. Zu den Hauptanbaupflanzen zählen Weizen, Mais, Zuckerrohr und Baumwolle.
Im Dorf gibt es eine staatlich betriebene weiterführende Schule (Government High School Dinpur) sowie eine Grundschule (Dinpur Primary School), die der lokalen Bevölkerung Bildungsangebote bereitstellen.
Im Mai 2025 stellte die Provinzregierung 1,11 Milliarden PKR für den Aufbau von Herzkatheterlaboren und einem Brandverletzungszentrum im nahegelegenen Dera Ismail Khan zur Verfügung. Diese Einrichtungen sollen auch die Bevölkerung von Dinpur versorgen.
Nach Raketenangriffen im Dezember 2008 in Dera Ismail Khan führten die Behörden Polizeieinsätze in Dinpur und umliegenden Gebieten durch. Dabei wurden mehrere Verdächtige festgenommen.
Während des Winters 2022–23 kam es in Dinpur zu Protesten gegen lange Stromausfälle. Demonstranten blockierten Straßen und forderten eine zuverlässige Stromversorgung durch PESCO (Peshawar Electric Supply Company).

## Persönlichkeiten
- Ghulam Muhammad Din Puri (1835–1936), islamischer Gelehrter und Gründer von Dinpur Sharif.